# Meads
Meads – dzielnica miasta Eastbourne, w Anglii, w East Sussex, w dystrykcie Eastbourne. W 2011 roku dzielnica liczyła 10 725 mieszkańców.